# Clovia formosula
Clovia formosula är en insektsart som beskrevs av Schmidt 1922. Clovia formosula ingår i släktet Clovia och familjen spottstritar. Inga underarter finns listade i Catalogue of Life.